# Rescate (banda)
Rescate o estilizado como RESCATE (acrónimo de Reyes En Servicio de Cristo Ante Tiempos Extremos) Es una banda argentina de rock cristiano que se formó en el año 1988 en la ciudad de San Nicolás de los Arroyos, (provincia de Buenos Aires Argentina), continúan tocando juntos en 2025, sin su cantante Ulises(partió con Dios). Con doce discos en su haber, cada uno con un estilo totalmente diferente, han sabido ganarse la fama y el reconocimiento internacional. Es considerada como una de las  primera bandas de rock evangélico de la Argentina con éxito masivo y una de las bandas más influyentes. Han cosechado nominaciones en Premios Arpa y Premios Gardel.

## Historia

### Comienzos
A mediados de los 80 los integrantes que luego serían RESCATE  eran parte de una banda de San Nicolás llamada Todá Rabá («Muchas Gracias» en hebreo) y de otra banda llamada Hanameel ("Gracia de Dios" en arameo).
Rescate se formó en 1988 con tres amigos: el adolescente estadounidense Jonathan Thompson, el hijo del Pastor Albarracín, Esteban, (ambos de Hanameel) y Ulises Eyherabide ( de Todá Rabá). 
Inspirados en bandas de rock cristiano anglosajonas, sus referentes fueron Petra, Michael W. Smith y Whitecross.
Decidieron explorar un género hasta entonces sin precedentes en la música en español: el rock góspel en español. Empezaron a tocar en festivales under, y también en la ciudad de Rosario (provincia de Santa Fe), a 70 km al norte, mayoritariamente en conciertos con fines benéficos, pero su primer presentación fue en el festival de rock abierto a la sociedad, organizado por el padre de Esteban, llamado " Rock al Sol" en el Anfiteatro del Parque San Martin, en San Nicolás.
En el año 1988 decidieron viajar a Buenos Aires a los estudios Panda y grabar seis canciones, que meses después editarían en un mínimo lanzamiento de cien casetes Ninguna religión, su primer disco. Por ese entonces Rescate era conocido en la zona y llegó a compartir escenario con bandas como Los Pericos en festivales de primavera. El movimiento de la música góspel en Argentina era muy incipiente, pero distribuidores de música cristiana de su país le ofrecen grabar y editar otro disco para un mercado más amplio. Rescate tenía dos integrantes de Buenos Aires, Walter Albornoz y Marcelo Mollo, un seguidor de Luis Alberto Spinetta, con una poesía muy urbana e influenciada por el rock nacional. Su nombre significa: Reyes En Servicio de Cristo Ante Tiempos Extremos.

### Puentes para madurar
En 1992, en los estudios Ion graban Puentes para madurar, un disco donde Eyherabide comparte y se reparte la tarea de componer canciones con Marcelo Mollo.
Por esos tiempos Rescate se sumaba a los primeros conciertos de rock cristiano en Buenos Aires.

### Ninguna religión - Remix
En 1994, Rescate reedita aquella primera grabación de Ninguna religión, bajo el título Remix. Ya con mejor producción, Rescate regraba aquellas primeras canciones y agrega un tema inédito.
En 1996 es un año donde Rescate recorre todo el país y da conciertos memorables en Capital Federal y otros multitudinarios como en el escenario de Las Toscas en Mar del Plata.
Ya para entonces el grupo tenía ya mucho público, y los conciertos comienzan a ser materia frecuente para Rescate y un puñado de bandas que alentadas por el movimiento nacen, crecen y se hacen un espacio.

### El pelo en la leche
En 1997 es un año donde en el corazón de Rescate nace la idea del crossover con el rock popular. Esto ya pasaba en Estados Unidos y Ulises y los suyos sabían de muchos artistas con esencia cristiana que eran muy populares y masivos, U2, Stevie Wonder, entre otros.
Allí nace la idea de grabar y editar en forma independiente bajo un sello no cristiano: El pelo en la leche. Un disco criticado a la fecha como «adelantado» al momento de la música rock cristiana de ese entonces. Las letras presentaban un código compartido por jóvenes interesados en conocer el mensaje de la Biblia.
Pagaron el precio de la crítica de cierta parte ortodoxa de cristianos que interpretaron el disco, quizás, como una manera de evasión a la responsabilidad de un cristiano en difundir el mensaje de Dios, Yahvé.
Así y todo, Rescate comenzó a participar de exposiciones de música góspel internacional, y allí viajaban los primeros discos de Rock cristiano argentino a Miami (Estados Unidos), México y Puerto Rico.

### No es cuestión de suerte
El año 2000, casi como un volver a empezar, es el año gran despegue de Rescate. El nuevo milenio los encuentra más unidos y decididos a cambiar la historia de la música cristiana en Latinoamérica. Producen y graban No es cuestión de Suerte, quizás el primer disco masivo de Rescate en toda América.
Se hicieron tomar las fotografías del álbum en un casino, desafiando nuevamente la crítica religiosa. Lanzaron el disco que los llevó a viajar en los siguientes dos años por más de diez países de toda América.
Sensación de los canales de música góspel, y clasificados en los primeros puestos de radios de México, Colombia, Guatemala, Rescate no para de viajar y recibir elogios y premios por ese disco. Hits como "Loco", "Deja que te toque", en la actualidad siguen siendo canciones preferidas por sus seguidores.
Ese mismo año grabaron el álbum Línea de Riesgo de Marcelo Patrono y al año siguiente (2001) grabaron la canción El amor verdadero en el álbum A VIVA VOZ; cuyo álbum fue de salmistas varios como Marcos Witt, Roberto Orellana, Julissa Arce, Ricardo Rodríguez, Doris Machín, Ingrid Rosario, entre otros.

### Quitamancha
El 2002 era un año con un gran desafío. Rescate venía de un gran disco como No es Cuestión de Suerte y debían por lo menos igualar las expectativas que el anterior disco había creado. Allí nace Quitamancha, una revolucionaria idea de interpretar la gracia de Dios en un concepto "programa de lavado intenso". Un disco muy cuidado en todos sus aspectos. La imagen, el sonido, la producción, siendo la primera vez que Rescate se ponía en manos de productores externos. Allí la labor del conocido Juan Blas Caballero fue más que importante.

Quitamancha tiene invitados de lujo. Mark Mohr cantante de Christafari, el legendario Abraham Laboriel, y varios músicos de la escena nacional como Guillermo Vadala (Fito Páez), Martín Carrizo (A.N.I.M.A.L), Guillermo Novellis (La Mosca Tse Tse) entre otros.

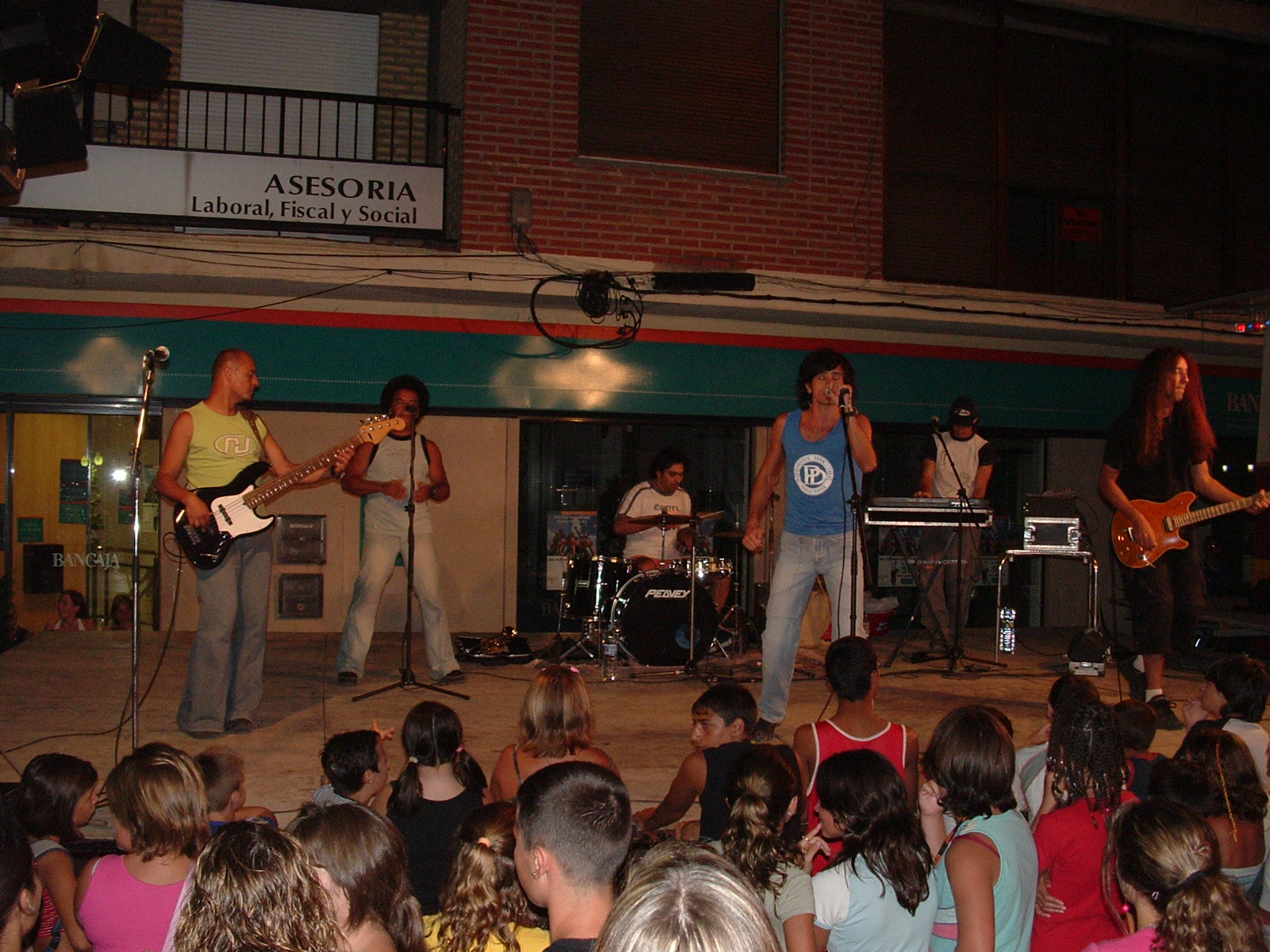
RESCATE en un concierto en Canals, España, el 10 de agosto de 2004.

En 2003 Rescate viaja por primera vez a Europa a compartir un tour nada menos que con Petra y Paul Colman Trio. Se abre el mercado anglosajón y Rescate comienza a recorrer festivales como única banda latina, haciendo historia en países como Alemania, Suiza, y en festivales como el conocido Freakstock.
Ya para 2004 la banda llevaba recorridos 25 países. Aquella gira los llevó a dar 120 conciertos, una gira europea de 35 conciertos en 50 días por siete países: Eslovaquia, Suiza, Alemania, España, Italia, Holanda, e Irlanda. De este disco, la canción más destaca fue «Quiero más paz». 

### Una raza contra el viento
La compañía discográfica Sony Music les propuso la posibilidad de editar junto a ellos su sexto álbum. En septiembre de 2004 se lanzó Una raza contra el viento, un disco en vivo que resume lo más fresco y potente de su carrera. Veinte temas junto a tres mil personas en un teatro de Bs. As. Un disco que refleja en su más cabal idea el espíritu de la banda.
Rescate inaugura los festivales más importantes del país, como el San Pedro Rock, y el Quilmes Rock. Rankea sus vídeos en los canales de música más importantes de Argentina.

### Buscando lío
Después de 3 años, Rescate vuelve a un estudio de grabación, esta vez de la mano de Universal Music, redoblando la apuesta, logrando nuevamente un disco diferente con respecto a su antecesor, superando ampliamente las expectativas del público y de la banda, cosa que se vio reflejada en la extensa gira de recitales que generó como así también en las menciones y premios en los que el disco fue galardonado.
La presentación oficial se produjo en el Estadio Obras junto con músicos amigos invitados de la banda como Juanchi Baleiron (Los Pericos), Diego Bisio (Kyosko), Marcelo 'Corvata' Corvalán (Carajo) y el rapero Frost con quien Ulises interpreta la canción homónima al disco. La sorpresa en el Estadio Obras fue la presencia del presidente de la compañía Universal y director de la MEGA 98.3, Manuel Peña, quién entregó a RESCATE la distinción por haber obtenido, en menos de 2 meses, el Disco de Oro.
"'Buscando Lío', te acaricia, y de pronto te abofetea. Te relaja, y de repente te incomoda. Es ese pensamiento que trata de reivindicar a todos aquellos que en gran parte de la historia quedaron a contramano, y así y todo siguieron. 'Buscando Lío' es David contra Goliat. Dedicado a todos aquellos que aparentemente buscan líos, y están dispuesto a meterse en problemas, solo por salirse de su aparente comodidad e involucrarse con la incomodidad ajena", expresaba Ulises Eyherabide.

### Arriba!

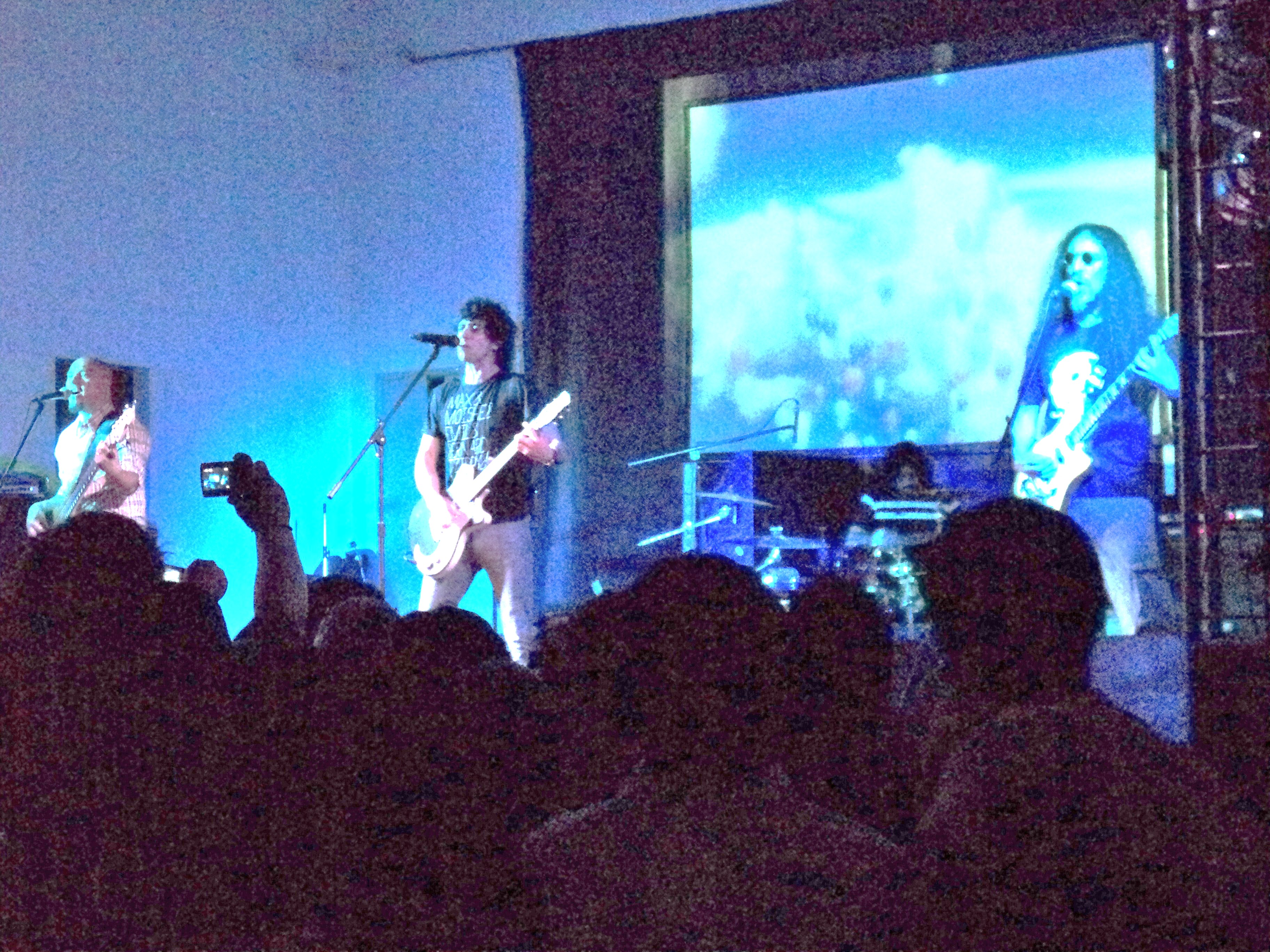
Rescate en vivo 2011.

A principios del 2009, Rescate conoce al productor Tweety González; desde ahí estuvo latente la posibilidad que fuese su nuevo productor musical.
Todo el año 2009, Ulises y la banda estuvieron componiendo canciones, teniendo sus encuentros entre conciertos y giras para concentrarse en la composición del nuevo disco. A fines del 2009, se empieza ya la preproducción de lo que sería el disco del grupo.
Ya a los inicios del 2010 los integrantes de Rescate repartían ensayos y demos en estudios de grabación entre sus ciudades, Rosario y San Nicolás de los Arroyos, mientras que Tweety viajaba y supervisaba las etapas iniciales del trabajo. En abril la banda se mudó temporalmente a Buenos Aires en donde comenzó a grabar en el estudio “El pie”, en Capital Federal.
Después de casi tres semanas de grabación en los estudios El Pie el material estaba listo para ser remasterizado; envían el disco a Inglaterra y mientras este es remasterizado, los integrantes preparaban el que sería el arte de tapa.

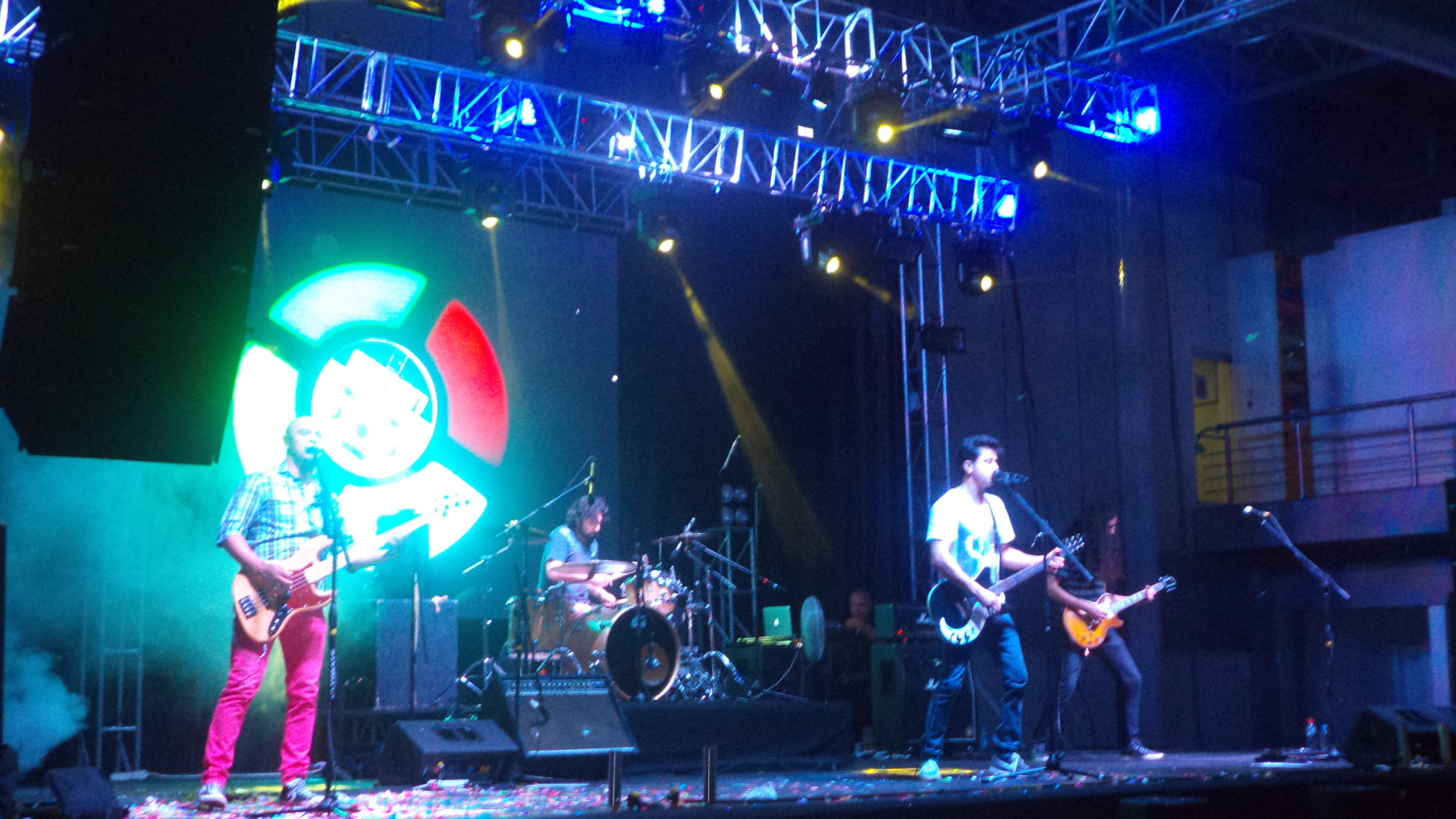
Rescate en el último concierto de su TourArriba2013 cerrando el año en Guayaquil, Ecuador.

En agosto de 2010 dan a presentar el primer adelanto del disco, "Ellos van"; el primer corte de difusión del disco, del cual actualmente tuvo un videoclip promocional.
Esta nueva búsqueda musical lleva a Rescate a explorar nuevos sonidos, guitarras bien potentes que viajan en un mix de ritmos, teniendo una gran variedad de ritmos como: Rock Pop, Rock, balada, norteña, bolero y ritmos latinos, que hacen que “Arriba!” sea un fiel reflejo del presente y del enorme futuro de Rescate.
Con Pablo Bauza (primo de Ulises) fuera del país, Tweety fue el tecladista en este disco. En el video de "Soy José" Con la colaboración de Vico C. Los Súper Ratones en casi todos los coros del disco. Ulises Butrón en guitarras. Diego Bisio en guitarras. Juan Subirá en el acordeón (Soy José). José Carlos del Rosario Graziand en el acordeón (Tiempo para mí).

### Indudablemente
El 15 de agosto de 2014, es el lanzamiento oficial del disco, bajo el sello de CanZion, pero días antes ya habían lanzado el sencillo "Tiene Razón".
El disco propone una diferencia mínima con el estilo que siempre han venido llevando. "Indudablemente" es una canción que resume el estilo del disco. La canción "El sueño" al final del disco es una manera muy bien planificada de terminarlo ya que cuenta con un mensaje profundo.
CanZion lanza la nueva producción discográfica de Rescate, con quienes recientemente firmó un convenio de distribución. El álbum lleva por título, «Indudablemente» y consta de once nuevos temas, de los cuales, la canción «Tiene razón» ya suena fuertemente en la radio cristiana de habla hispana. «Indudablemente» es un salto hacia adelante en la carrera de Rescate, tanto en cuestión musical como en cuestión espiritual. Las letras ―más poéticas y metafóricas que nunca antes― son fuertemente honestas y que confrontan, como en el tema «El veneno», segundo corte del álbum: «El bien que deseo, me cuesta lograrlo; el mal que no quiero, viene sin llamarlo. Uno siempre cree que el mal está afuera; el mal es mi carne y esa es mi condena», una clara alusión a las palabras del apóstol Pablo sobre su lucha contra los deseos de la carne.
Este disco se reconoció por el primer corte, «Tiene razón», un videoclip que explica que Dios siempre tiene razón, y ayuda a no tropezar con la misma piedra al final. El segundo corte trata acerca del veneno, en la que aparecen cortos de la película evangelizadora el otro.
Este álbum habla acerca de la fidelidad de Dios y el perdón que él da, y enseña acerca de la Biblia con sonidos de balada, rock, etc.

### Separación
Un viernes 28 de febrero de 2020, la banda Rescate anunció el final de su carrera musical a través de sus redes sociales. 
Lo hicieron con un mensaje de despedida, que decía lo siguiente: Querido pueblo Rescatero, llegó el momento de despedirnos. Nos hemos tomado un año de inactividad para tomar esta decisión tan trascendental para nuestras vidas. Hemos puesto en balanza nuestros propios corazones, nuestras familias y camino recorrido. Hasta aquí llegó Rescate. Como dice la Biblia: “..tiempo y ocasión acontecen a todos.” estamos convencidos de que este es nuestro tiempo del final.
Más de 30 años recorridos nos hermanan a tres generaciones que han sido atravesadas por nuestras canciones y nos unen en un mismo Espíritu. La palabra de Dios nunca vuelve vacía y la semilla que cae en tierra fértil trae fruto permanente.
Miramos hacia atrás no con nostalgia sino con agradecimiento de corazón a Dios por todo lo vivido, a todos los lugares y personas que nos recibieron como banda, y a todas las generaciones que nos siguieron en cada ciudad y en cada concierto. Los amamos, siempre serán parte de nuestra vida, de nuestra historia y de nuestro corazón.
Como grupo de amigos queda el acuerdo de decir, hasta aquí llegamos, y seguir fortaleciendo nuestros lazos de amistad y hermandad.
Hasta siempre y que Dios nuestro Padre los bendiga a todos. 

### Fallecimiento de Ulises Eyherabide
El viernes 29 de julio de 2022, falleció Ulises Eyherabide después de luchar contra un cáncer de colon, fue sepultado el 30 de julio de 2022 en el Celestial Cementerio Parque de San Nicolás, provincia de Buenos Aires.

### Regreso
El 7 de septiembre de 2022, 40 días después luego del fallecimiento de Ulises, los restantes miembros de Rescate (Marcelo Tega, Marcelo Barrera y Sergio Pablo Ramos) anuncian en sus redes sociales (inactivas desde el 2020 en el día del anuncio de su separación) un video confirmando el regreso de la banda para realizar un concierto en homenaje póstumo a Ulises Eyherabide.

## Discografía

### Álbumes de estudio
- 1992: Puentes para madurar.
- 1997: El pelo en la leche
- 2000: No es cuestión de suerte
- 2002: Quitamancha
- 2007: Buscando lío
- 2010: Arriba
- 2014: Indudablemente
- 2024: OMNI

### Sencillos independientes
- 2017:  De Aquí No Me Voy (feat. Redimi2)

- 2017: Corazón Pesebre

- 2018: Sobre La Mesa (feat. Dozer)

- 2018: Quiero Más

- 2018: Influencia

- 2022: Vengan! (feat. Maxi Bongarrá de Año Cero)

- 2023: Todo Y Nada

- 2023: Corazón Pesebre (Nueva Versión)

- 2024: Viene

### Remix
- 1994: Ninguna religión

### Recopilaciones
- 4 en 1 - Disco especial editado para Colombia (2001)

### Álbumes en vivo
- 2003: Hasta lo último de la Tierra
- 2004: Una raza contra el viento (galardón de oro).
- 2018: Rescate Sinfónico

### Videografía
- 1994: Remix en vivo.
- 2003: Hasta lo último de la Tierra.
- 2006: Una raza contra el viento.
- 2018: Rescate Sinfónico.
- 2023: El legado no para.

### EP
- 1990: Ninguna Religión
- 2019: Puentes para madurar - Remasterizado (con Marcelo Mollo).

## Integrantes

### Formación
• Ezequiel Bauza - Voz, Guitarra rítmica - (2023-presente)
• Marcelo Barrera - Guitarra principal - (2001-2020, 2022-presente)
• Marcelo Tega - Bajo, Coros (1991-2020, 2022-presente)
• Sergio Pablo Ramos - Batería (1992-2020, 2022-presente)

### Antiguos Miembros
• Ulises Eyherabide - Voz, Guitarra rítmica (fallecido) (1987-2020)
• Juan Manuel Peralta - Saxofón (1988-1994)
• Marcelo Vitrano - Batería Percusiones y Coros (1988-1994)
• Daniel Vitrano - Trompeta (1988-1990)
• Walter Albornoz - Guitarra principal  (1988-1996, fallecido en 2015)
• Dario Figueredo -  Guitarra principal  (1996-2002)
• Walter Caballero - Percusiones (1988-2004)
• Claudio Franco - Saxofón (1989-2007)
• Marcelo Mollo - Teclados, Piano (1991-1995)
• Pablo Bauzá - Teclados, Piano (1995-2004)
• Esteban Albarracin - Bajo, Teclado (1988-1992)
• Jonathan Thompson - Teclados (1987-1991)
• Adrian Falgatelli - Clarinete (1988-1990)
• Miguel Kyrcos - Saxofón (1994)
• Rubén López - Trompeta y Stage Manager (fallecido) (1992-2020)

## Videoclips

### Musicales

#### Era Ulises Eyherabide
- 2000: No es cuestión de suerte.
- 2003: Quitamancha.
- 2007: Vean.
- 2008: Amor que sobra.
- 2010: Ellos van.
- 2011: Soy José (con el puertorriqueño Vico C).
- 2014: Tiene razón.
- 2014: El veneno.
- 2015: Indudablemente.
- 2017: De aquí no me voy (con el dominicano Redimi2)
- 2017: Corazón pesebre
- 2018: Quiero más (Mundial de Fútbol 2018).
- 2018: Sobre la mesa (con el argentino Dozer)
- 2022: Vengan! (con el argentino Maxi Bongarrá de Año Cero)

#### Era Ezequiel Bauza
- 2023: Todo y nada
- 2023: Corazón pesebre (Nueva Versión)
- 2024: Viene

### Sesiones
- 2010: EJ Sessions
- 2023: Mashup Session
- 2023: Vuelve / Primero

## Colaboraciones
- 1991: el album "Todo Por Amor (En Vivo)" de Marcelo Mollo
- 2000: el album "Linea de Fuego" de Marcelo Patrono
- 2000: el álbum "No te alejes de mi" de Kyosko
- 2001: la cancion "Amor verdadero" del album "A Viva Voz" (artistas varios)'

## Premios y nominaciones
| Año  | Premio            | Categoría                     | Disco                     | Estado   |
| ---- | ----------------- | ----------------------------- | ------------------------- | -------- |
| 2005 | Premios Arpa      | Mejor álbum pop/rock en vivo  | Una raza contra el viento | Ganador  |
| 2005 | Premios Arpa      | Mejor diseño de página web    | www.rescategospel.com.ar  | Nominado |
| 2007 | Premios Arpa      | Álbum del año                 | Buscando lío              | Ganador  |
| 2007 | Premios Arpa      | Mejor productor               | Buscando lío              | Nominado |
| 2007 | Premios Arpa      | Mejor álbum de rock           | Buscando lío              | Ganador  |
| 2007 | Premios Edición G | Mejor álbum de rock           | Buscando lío              | Ganador  |
| 2007 | Premios Edición G | Mejor ingeniería de grabación | Buscando lío              | Ganador  |
| 2008 | Premios Gardel    | Mejor álbum rock góspel       | Buscando lío              | Ganador  |
| 2014 | Premios Arpa      | Mejor banda mundial           | Indudablemente            | Ganador  |
| 2014 | Premios Arpa      | Mejor Video Musical           | Indudablemente            | Nominado |
| 2015 | Premios Arpa      | Mejor Video Musical           | Indudablemente            | Ganador  |
| 2024 | CC Music Awards   | Mejor Canción Rock            | Viene                     | Ganador  |
| 2024 | CC Music Awards   | Mejor Video                   | Viene                     | Nominado |
| 2024 | CC Music Awards   | Mejor Diseño de Portada       | OMNI                      | Nominado |
| 2024 | CC Music Awards   | Mejor Canción del Año         | Viene                     | Ganador  |

## Managers
1990 -1996 Marcelo Vitrano
1996 - 1999 Cecilio Ramos
1999 - 2017 Daniel Heisel
2003 - 2014 Santiago Ruiz (secular)
2003 - 2005 Jens Kathmann (Europa)
2004 - 2018 Rubén López (route manager)
2022-presente Israel Echegaray 